# Viidenpuunsaari
Viidenpuunsaari är en ö i Finland. Den ligger i sjön Suojärvi och i kommunen Keuru i den ekonomiska regionen  Keuru ekonomiska region  och landskapet Mellersta Finland, i den centrala delen av landet, 250 km norr om huvudstaden Helsingfors. Öns största längd är 30 meter i nord-sydlig riktning.